# Кирничанська сільська рада
Кирнича́нська сільська́ ра́да — колишня адміністративно-територіальна одиниця та орган місцевого самоврядування в Ізмаїльському районі Одеської області. Адміністративний центр — село Кирнички.

## Загальні відомості
Кирничанська сільська рада утворена в 1945 році.
- Територія ради: 72,08 км²
- Населення ради: 2 241 особа (станом на 2001 рік)

## Населені пункти
Сільській раді були підпорядковані населені пункти:
- с. Кирнички

## Населення
Згідно з переписом 1989 року населення сільської ради становило 2468 осіб, з яких 1197 чоловіків та 1271 жінка.
За переписом населення 2001 року в сільській раді мешкали 2244 особи.

### Мова
Розподіл населення за рідною мовою за даними перепису 2001 року:
| Мова       | Відсоток |
| ---------- | -------- |
| болгарська | 88,53 %  |
| російська  | 4,46 %   |
| українська | 4,33 %   |
| молдовська | 2,23 %   |
| гагаузька  | 0,36 %   |
| білоруська | 0,04 %   |

## Склад ради
Рада складалася з 16 депутатів та голови.
- Голова ради:
- Секретар ради: Куртєва Феодора Дмитрівна

### Керівний склад попередніх скликань
| Прізвище, ім'я, по батькові | Основні відомості                                            | Дата обрання | Дата звільнення |
| --------------------------- | ------------------------------------------------------------ | ------------ | --------------- |
| Пріснак Петро Петрович      | Сільський голова, 1956 року народження, член Партії регіонів | 26.03.2006   | 31.10.2010      |

Примітка: таблиця складена за даними сайту Верховної Ради України

### Депутати
За результатами місцевих виборів 2010 року депутатами ради стали:

#### За суб'єктами висування
| Суб'єкт висування | Кількість обраних депутатів | %    |
| ----------------- | --------------------------- | ---- |
| Самовисування     | 13                          | 81,3 |
| Народна партія    | 3                           | 18,8 |

#### За округами
| № округу       | Прізвище, ім'я, по батькові | Дата визнання обраним | Освіта             | Партійна приналежність | Відомості про обраного депутата             |
| -------------- | --------------------------- | --------------------- | ------------------ | ---------------------- | ------------------------------------------- |
| Народна Партія |                             |                       |                    |                        |                                             |
| 5              | Раділова Ганна Іванівна     | 04.11.2010            | вища               | член Народної партії   | дитячий садок «Журавлик», вихователь        |
| 10             | Куртєва Федора Дмитрівна    | 04.11.2010            | середня спеціальна | член Народної партії   | Кирничанська сільська рада, секретар        |
| 14             | Драндар Ольга Миколаївна    | 04.11.2010            | середня спеціальна | член Народної партії   | дитячий садок «Журавлик», завідувачка       |
| Самовисування  |                             |                       |                    |                        |                                             |
| 1              | Волкова Валентина Василівна | 04.11.2010            | вища               | позапартійна           | пенсіонер                                   |
| 2              | Дащенко Тетяна Опанасівна   | 04.11.2010            | вища               | позапартійна           | філія ощадбанку, касир                      |
| 3              | Чимшир Наталя Павлівна      | 04.11.2010            | середня спеціальна | позапартійна           | приватний підприємець                       |
| 4              | Пастир Феодора Іванівна     | 04.11.2010            | середня спеціальна | член Партії регіонів   | пенсіонер                                   |
| 6              | Дюльгеров Степан Іванович   | 04.11.2010            | вища               | член Народної партії   | тимчасово не працює                         |
| 7              | Каражекова Любов Іллівна    | 04.11.2010            | середня            | позапартійна           | Кирничанська ветеринарна лікарня, лікар     |
| 8              | Пастир Віра Павлівна        | 04.11.2010            | середня спеціальна | позапартійна           | пенсіонер                                   |
| 9              | Нейчев Іван Дмитрович       | 04.11.2010            | вища               | член Партії регіонів   | приватний підприємець                       |
| 11             | Єремія Валерій Степанович   | 04.11.2010            | середня спеціальна | позапартійний          | тимчасово не працює                         |
| 12             | Проданов Дмитро Васильович  | 04.11.2010            | середня            | позапартійний          | тимчасово не працює                         |
| 13             | Кабак Наталія Василівна     | 04.11.2010            | середня спеціальна | позапартійна           | Кирничанська загальноосвітня школа, завгосп |
| 15             | Пейчева Надія Георгіївна    | 04.11.2010            | середня            | позапартійна           | приватний підприємець                       |
| 16             | Дойчева Надія Петрівна      | 04.11.2010            | вища               | член Партії регіонів   | дитячий садок «Журавлик», вихователь        |